# Henry Allan Gleason
Henry Allan Gleason, född den 2 januari 1882 i Dalton City i Illinois, död den 12 april 1975 i New York i New York, var en amerikansk botaniker och ekolog som var specialiserad på Melastomataceae. Han blev känd för sina idéer inom ekologisk succession och sina åsikter mot Frederic Edward Clements idéer om klimatets påverkan på ekosystemet. Dessa förkastades under hans arbetskarriär, vilket fick honom att övergå till växttaxonomi, men vann gehör under slutet av 1900-talet.
Auktorsnamnet Gleason kan användas för Henry Allan Gleason i samband med ett vetenskapligt namn inom botaniken; se Wikipediaartiklar som länkar till auktorsnamnet.